# Опасные гастроли
«Опа́сные гастро́ли» — героико-приключенческий музыкальный фильм советского кинорежиссёра Георгия Юнгвальд-Хилькевича.

## Сюжет
Историко-революционный водевиль.
В основу сценария положены реальные события, описанные Александрой Михайловной Коллонтай в её дневниках:
Сценарий Михаил Мелкумов писал по воспоминаниям Александры Коллонтай о том, как они с Максимом Литвиновым с 1909 по 1915 год ввозили оружие в царскую Россию. Основываясь на этих воспоминаниях, Мелкумов написал лихую историю о том, как в дореволюционной Одессе якобы французский виконт открывает кабаре, которое финансируется большевиками, коварно использующими столь несерьёзное учреждение культуры во вполне серьёзных целях подготовки свержения государственной власти и так же лихо дурящими шефа жандармов И. Т. Бобруйского-Думбадзе. 
Из интервью Г. Юнгвальд-Хилькевича:
Картина делалась по воспоминаниям Коллонтай, как она вместе с Литвиновым в начале века ввозила в Россию оружие. У нас все эти сцены убрали: власти меняли историю, как хотели. Мне сказали — большевики должны везти из-за границы только листовки, то есть готовить идеологическую революцию. «Смотрите, — говорю, — сама Коллонтай пишет, что оружие в Россию ввозилось с 1905 по 1911 год под видом какой-то театральной мишуры». Мне ответили категорично: «Что могла написать эта старая дура?».
По сюжету фильма, действие происходит в Одессе в 1910 году, когда по заданию загранбюро РСДРП в город приехал под видом французского лесопромышленника видный большевик-подпольщик Андрей Максимович (прототип Максим Максимович Литвинов), который должен организовать доставку в Россию через Одесский порт нелегальной литературы. Задание удается выполнить. В Одессе был создан театр варьете, который, получив известность, гастролировал по России и получал из Франции «театральный реквизит»…
Иван Тариэлович Бобруйский-Думбадзе — шеф жандармов в Одессе — увлёкся танцовщицей Софи (первоначально эта роль была обещана Маргарите Тереховой). Одновременно он ищет канал распространения нелегальной литературы, подозревая, в числе прочих и артистов варьете. События приводят главного жандарма за кулисы варьете, где происходит смертельная схватка враждующих героев.
Роль куплетиста Николя Бенгальского (а также куплеты и романсы) с присущим ему блеском исполнил Владимир Высоцкий. Чиновники Госкино долго не хотели утверждать его на главную роль. Но режиссёр был непреклонен: роль изначально писалась на Высоцкого. И все актёры, приглашаемые на эту роль, не решаясь напрямую отказаться в пользу Высоцкого, выдавали на пробах «киксу». Из интервью Г. Юнгвальд-Хилькевича:
В «Опасных гастролях» на роль, которую сыграл Володя, пробовались ещё Юра Каморный, Слава Шалевич и Рома Громадский. Но они знали, что я хочу видеть в кадре только Высоцкого и поэтому всячески мне в этом помогали. Да, мне дали список, кого надо попробовать и заявили, что Высоцкий сниматься не будет. Но я упёрся рогами. Володю я обожал. Картина делалась ради него.
В результате режиссёр победил, решено было утвердить на роль Высоцкого.
Фильм был встречен официальными критиками крайне враждебно: «святое дело революции» в головах номенклатурных партийных работников не совмещалось с канканом и эстрадными куплетами. «Так вот как Георгий Юнгвальд-Хилькевич представляет себе Октябрьскую революцию»,— возмущался Дзиган на страницах журнала «Искусство кино».
Тем не менее фильм посмотрели 36,9 миллиона зрителей.
На лицензионном DVD фильм выпустила фирма «CP Digital».

## В ролях
- Николай Гринько — Андрей Максимович (Виконт де Кордель) (прототип Максим Максимович Литвинов, роль озвучил Олег Мокшанцев).
- Эльвира Бруновская — Эвелина де Кордель
- Владимир Высоцкий — Николя Бенгальский (Николай Коваленко)
- Лионелла Пырьева — Софи (Александра) (прототип Александра Коллонтай)
- Ефим Копелян — Иван Тариэлович Бобруйский-Думбадзе
- Иван Переверзев — Казимир Казимирович Кульбрас, генерал-губернатор (прототип Каульбарс, Александр Васильевич)
- Георгий Юматов — Максим
- Николай Федорцов — Борисов
- Владимир Шубарин — Альфред II
- Рада Волшанинова — Рада Грановская
- Николай Волшанинов — Николай Грановский
- Борислав Брондуков — Антип, сторож
- Семён Крупник — Али-Баба аравийский
- Виктор Павловский — филёр
- Владимир Гуляев — полицейский
- Валентин Кулик — Соловейчик
- Виктор Мягкий — одесский коммерсант
- Кира Муратова — Нина Александровна, революционерка (нет в титрах)

## Съёмочная группа
- Автор сценария: Михаил Мелкумов
- Постановка Георгия Юнгвальд-Хилькевича
- Оператор-постановщик: Федор Сильченко
- Композитор: Александр Билаш
- Художник-постановщик: Юрий Богатыренко
- Художник по костюмам: Борис Кноблок
- Художник-гримёр: Владимир Талала
- Комбинированные съёмки:
  - Оператор: Всеволод Шлемов
  - Художник: И. Пуленко
- Оркестр Комитета по кинематографии при Совете Министров СССР
  - Дирижёр: Александр Билаш
- Директор картины: С. Цивилько

## Факты
- Хотя съёмки фильма проходили в Одессе и пригороде, некоторые фоновые кадры сняты в Ленинграде. Т.к. в рамках гастролей театр выступает в Санкт-Петербурге. В конце фильма показаны виды Ленинграда: набережная реки Мойки, разводной мост через Неву[5]. Завершают же фильм виды Чёрного моря с берега. Вероятно пляж "Отрада" (Одесса).
- В фильме принял участие только что созданный Т. Головановой ансамбль хореографических миниатюр (позже — эстрадный ансамбль танца «Сувенир»).